# Умираю, как хочу жить
«Умираю, как хочу жить» или «Умереть, чтобы выжить» (кит. 我不是藥神) — кинофильм режиссёра Вэнь Муе, вышедший на экраны в 2018 году. Лента основана на реальной истории, произошедшей в 2004 году.

## Сюжет
Юн Чэн — мелкий торговец, держащий магазинчик биологически активных добавок. Он испытывает серьёзные денежные трудности, усугубляемые семейными проблемами. В этот момент к нему обращается больной лейкемией и предлагает за вознаграждение привезти из Индии партию лекарства-дженерика, не одобренного к использованию в Китае. После некоторых сомнений Юн Чэн соглашается и отправляется в Индию, где договаривается с местным производителем и морем доставляет контрабандный товар. Хотя первоначально больные отказываются покупать сомнительное средство, через некоторое время спрос резко возрастает благодаря поддержке лидеров комитетов пациентов. Бизнес расцветает, однако вскоре он привлекает внимание полиции…

## В ролях
- Сюй Чжэн — Юн Чэн
- Чжоу Ивэй — Бинь Цао
- Ван Чуаньцзюнь — Люй Шоуи
- Тань Чжуо — Лю Сихуэй
- Чжан Ю — крашеный
- Ян Синьмин — священник Лю
- Ван Яньхуэй — Чжан Чанлинь
- Ли Найвэнь — представитель швейцарской фирмы
- Гун Бэйби — Лин Цао
- Ван Цзяцзя — жена Люй Шоуи

## Награды и номинации
- 2018 — 3 премии «Золотая лошадь»: лучший актёр (Сюй Чжэн), лучший сценарий (Хань Цзянюй, Вэнь Муе, Чжун Вэй), лучший режиссёрский дебют (Вэнь Муе). Кроме того, лента получила 5 номинаций: приз ФИПРЕССИ, лучший фильм, лучший актёр второго плана (Чжан Ю), лучший монтаж (Чжу Линь), лучший грим и костюмы (Ли Мяо).
- 2018 — приз за лучший сценарий (Хань Цзянюй, Вэнь Муе, Чжун Вэй) на Монреальском кинофестивале.
- 2019 — Азиатская кинопремия за лучшую мужскую роль второго плана (Чжан Ю), а также 3 номинации: лучший фильм, лучший актёр (Сюй Чжэн), лучший сценарий (Хань Цзянюй, Вэнь Муе, Чжун Вэй).
- 2019 — премия «Золотой петух» за лучший режиссёрский дебют (Вэнь Муе), а также 7 номинаций: лучший фильм, лучший актёр (Сюй Чжэн), лучший актёр второго плана (Чжан Ю и Ван Чуаньцзюнь), лучший оригинальный сценарий (Хань Цзянюй, Вэнь Муе, Чжун Вэй), лучшая работа художника-постановщика (Ли Мяо), лучший монтаж (Чжу Линь).
- 2019 — Гонконгская кинопремия за лучший китайский фильм с двух берегов.
- 2020 — две премии «Сто цветов» за выдающийся фильм и за лучшую мужскую роль второго плана (Ван Чуаньцзюнь), а также 3 номинации: лучший фильм, лучший дебют (Вэнь Муе), лучший сценарий (Хань Цзянюй, Вэнь Муе, Чжун Вэй).

## Критический приём
Пан-Чи Хо из SupChina написала, что «Умираю, как хочу жить» «может быть лучшим китайским фильмом года». Она сравнила социальные реалистичные темы фильма с голливудским фильмом «Далласский клуб покупателей», индийским «Дангалом» и китайским «Ангелы носят белое».   Хотя Саймон Абрамс из RogerEbert.com также сравнил фильм с «Далласским клубом покупателей», он дал ему две звезды из четырёх, критикуя чрезмерное внимание к Чэну в ущерб посланию фильма и за счёт других персонажей.
Фильм вызвал дебаты о стоимости здравоохранения в Китае. Премьер-министр Китая Ли Кэцян сослался на фильм в своём призыве к регулирующим органам «ускорить снижение цен на лекарства от рака» и «уменьшить финансовое бремя для семей».  